# Chu Chunqiu
Chu Chunqiu (xinès simplificat: 楚春秋) (Huoqiu 1959 -) militar i escriptor xinès. guanyador del Premi Mao Dun de Literatura de l'any 2005 per la seva novel·la 历史的天空 (Heaven of History).
Chu Chunqiu es el nom de ploma de Xu Guixiang (xinès simplificat: 徐贵祥). Va néixer el 27 de desembre de 1959 a Huoqiu, província d'Anhui (Xina). El 1978, Xu Guixiang va deixar Anhui per unir-se a l'exèrcit a Henan, on hi va servir durant 16 anys. Es va graduar al Departament de Literatura de l'Acadèmia d'Arts de l'Exèrcit Popular d'Alliberament el 1991 i el 1994 va ingressar a l'editorial de l'Exèrcit com a editor i cap de redacció. La major part de la seva obra es literatura de guerra i durant la seva estada a l'exèrcit ha rebut nombrosos premis literaris. Membre de l'Associació d'Escriptors Xinesos.

## Obres destacades
- Scarless Bullet (弹道无痕)
- Easy to March (潇洒行军)
- Decisive Battle (决战)
- Elevation (仰角)
- Heaven of History (历史的天空) amb una adaptació televisiva de 32 capítols.
- Height (高地)